# Município de Washington (condado de Stark, Ohio)
O município de Washington (em inglês: Washington Township) é um município localizado no condado de Stark no estado estadounidense de Ohio. No ano de 2010 tinha uma população de 4.626 habitantes e uma densidade populacional de 58,47 pessoas por km².

## Geografia
O município de Washington encontra-se localizado nas coordenadas 40° 51′ 15″ N, 81° 08′ 27″ O. Segundo a Departamento do Censo dos Estados Unidos, o município tem uma superfície total de 79.12 km², da qual 79 km² correspondem a terra firme e (0.15%) 0.12 km² é água.

## Demografia
Segundo o censo de 2010, tinha 4.626 habitantes residindo no município de Washington. A densidade populacional era de 58,47 hab./km². Dos 4.626 habitantes, o município de Washington estava composto pelo 98.1% brancos, o 0.45% eram afroamericanos, o 0.04% eram amerindios, o 0.35% eram asiáticos, o 0.04% eram insulares do Pacífico, o 0.17% eram de outras raças e o 0.84% pertenciam a duas ou mais raças. Do total da população o 0.52% eram hispanos ou latinos de qualquer raça.